# Łęczeszyce
Łęczeszyce (prononciation : [wɛnt͡ʂɛˈʂɨt͡sɛ]) est un village polonais de la gmina de Belsk Duży dans le powiat de Grójec de la voïvodie de Mazovie dans le centre-est de la Pologne.
Il se situe à environ 7 kilomètres au sud-ouest de Belsk Duży (siège de la gmina), 11 km au sud-ouest de Grójec (siège du powiat) et à 51 km au sud de Varsovie (capitale de la Pologne).

## Histoire
De 1975 à 1998, le village appartenait administrativement à la voïvodie de Radom.